# Ветроэлектростанция Уфимцева
Ветроэлектростанция Уфимцева — первая в мире ветроэлектрическая станция с инерционным аккумулятором, первая в России ветряная электростанция, построенная в 1931 году в г. Курске изобретателем А. Г. Уфимцевым. Первая в мире ветроэлектростанция с накопителем энергии, старейшая сохранившаяся ветроэлектростанция России.
А. Г. Уфимцеву помогал с проектированием В. П. Ветчинкин, который также помог провести работу по планированию размещения подобных электростанций.
В настоящее время комплекс зданий с ветровой электростанцией является объектом культурного наследия федерального значения «Дом Уфимцева Анатолия Георгиевича. Ветроэлектростанция, построенная им в 1931 г.». В доме Уфимцева и соседних зданиях работает Областной центр детского технического творчества.

## Конструкция
Это сооружение имеет:
- раскреплённую вантами башню ферменной конструкции высотой 42 м с площадкой;
- поворотную конструкцию;
- ветросиловую установку, состоящую из трёхлопастного ветроколеса диаметром 10 м, имеющего механизм (первый в мире) управления шагом лопастей, и флюгерные лопасти;
- инерционно-кинетический аккумулятор, выполненный в виде диска диаметром 95 см и массой 328 кг, помещённого в кожух с разреженным воздухом;
- динамомашину постоянного тока мощностью 3,5 кВт (220 В, 16 А) при 1580 об/мин.

Авторство на многие механизмы и саму ветроэлектростанцию подтверждены патентами. Положительный отзыв о конструкции ветроэлектростанции написал инженер В. Шухов. Первое в мире ветроколесо с поворотными лопастями и переменным углом атаки создано с помощью ученого-теоретика проф. В. П. Ветчинкина
А. Г. Уфимцев первый в мире реализовал в своей ветроэлектростанции вакуумированный маховик и воздушный винт с поворотными лопастями и переменным углом атаки.
ВЭС Уфимцева опередила своё время, ни современники изобретателя, ни инженеры в начале 2000-х не разобрались в особенностях её работы, чтобы запустить станцию вновь.

## История строительства
Ветроэлектростанция строилась на средства самого изобретателя. Часть средств предоставил ЦАГИ (Центральный Аэрогидродинамический Институт), так как в её проектировании принимал участие профессор В. П. Ветчинкин. Некоторые суммы дал писатель Максим Горький. Для изыскания средств на строительство А. Г. Уфимцев писал письма Председателю Совнаркома В. И. Ленину и Г. М. Кржижановскому, в которых пытался убедить в перспективности «небесных шахт», как он именовал ветроэлектростанции.
- 1918 год, 18 ноября. А. Г. Уфимцев получил от ВСНХ охранительное «временное свидетельствование за номером 1341 об инерционно-кинетическом аккумуляторе», которым закреплялись авторские права, а ВСНХ принимал на себя обязанность сделать это важнейшее культурно-техническое завоевание достоянием трудящихся[7].

Вначале предполагалось строить «ветряк» в виде обода (наподобие велосипедного), растянутого спиралями, между которыми, как паруса, должны быть натянуты лопасти из тонкого листового материала… Уфимцев построил модель диаметром около полутора метров, которая при порывистом ветре показала большую прочность… В дальнейшем под влиянием вихревой теории ветряного двигателя А. Г. Уфимцев перешел на быстроходные малолопастные типы… После многих испытаний он выбрал лопасти флюгерного типа, у которых ось вращения находится впереди центра парусности и которые поэтому имеют стремление устанавливаться в направлении относительно ветра наподобие флюгера… Регулировка на силу ветра была им намечена ветро-пружинная или ветро-гиревая. Пружина или гиря держит лопасть в рабочем положении, когда же ветер становится слишком сильным, шаг лопасти автоматически увеличивается и «ветряк» замедляет вращение или останавливается совсем…
Из статьи В. П. Ветчинкина в газете «Известия» — 1933 годКрюков, 2009
- 1920 год, 6 марта. Техническая комиссия Курского губсовнархоза произвела осмотр и испытание инерционно-кинетического аккумулятора (опытно-лабораторный вариант) и нашла, что возможность накопления энергии в диске и использование её для осветительной цели подтвердилось; комиссия считает необходимым предоставить возможность А. Г. Уфимцеву осуществлять своё изобретение на большом машиностроительном заводе или предоставить ему возможность широко оборудовать свою мастерскую в Курске.
- 1921 год, октябрь—ноябрь. На постройку ветростанции Курский губсовнархоз выделил 10 млн рублей. Месяцем позже для той же цели был открыт кредит в 500 млн рублей (был период жесточайшей инфляции).[7]
- 1922 год. Главное Артиллерийское управление разрешило А. Г. Уфимцеву взять просимые им снаряды для технических целей. Во рву за Дальними парками находятся 8-дюймовые снаряды, предназначенные для уничтожения. Стальные стаканы этих снарядов представляют чрезвычайную ценность для работ изобретателя — только из них могут быть изготовлены поршни цилиндра, а также хранилище для кислорода и сжатого воздуха. В случае невозможности их разрядить, изобретатель берется сделать это сам при помощи безопасных, изобретенных им методов.[7]
- 1923 год, апрель. Выписка из журнала заседаний Курского губэкосо (губернского экономического совета): «Отпущено А. Г. Уфимцеву 5 тыс. рублей (знаками 1923 года) на изготовление чертежей для представления в Совет труда и обороны… Принята смета в сумме 66800 рублей на окончание работ по постройке ВЭС (ветровая электростанция), выдан аванс в счет сметы в сумме 10000 рублей. Все средства отпускаются взаимообразно».[7].
- 1925 год, 14 марта. В. П. Ветчинкин в газете «Известия» в статье «О курском изобретателе-самоучке А. Г. Уфимцеве» пишет: «…Над работой Уфимцева в Курске была учреждена комиссия, контролирующая целесообразность производимых работ и ведающая отпуском средств. Весь материал для постройки ветростанции А. Г. Уфимцев приобретает подержанный, по пониженным ценам. Он терпит множество стеснений и неприятностей от лиц, не понимающих значения его изобретений. К нему придираются за всякую мелочь… Наиболее понимающие люди в Курске относятся к Уфимцеву с полным доброжелательством и доверием: председатель Курского губисполкома Прядченко, председатель губстатбюро Введенский, губинженер Борисоглебский, члены Курского отделения общества мироведения…»[7].
- 1925 год, апрель. Межведомственной комиссией были произведены осмотр и испытание механического аккумулятора и ветростанции А. Г. Уфимцева (от Главэлектро — инженер Э. С. Мирович, от ЦАГИ — инженер В. П. Ветчинкин). Комиссия дала положительную оценку. А. Г. Уфимцев редактору газеты «Курская правда» давал следующие разъяснения: «…По сути, ветростанция начала строиться лишь с лета 1923 года. Ранее выполнялись лишь работы опытно-подготовительного характера. Тогда была построена модель аккумулятора, давшая при испытании уже вполне практические результаты — 3-часовую работу на динамо-машине. К лету 1924 года аккумулятор (в промышленном варианте) уже был собран в кожухе, выстроено 27 аршин башни… С лета 1924-го по октябрь того же года работы почти замерли, так как не было средств. В настоящее время башня выросла до 45 аршин, заложены 4 якоря и башня раскреплена к ним стальными винтами… Готовится механизм для испытания аккумулятора в безвоздушном пространстве. Этот период займет 14 недель… В протоколах наблюдательной комиссии указано, что работы мои идут успешно и даже впереди намеченных сроков плана… Что касается „ветряка“, то он находится в периоде конструирования. Хорошее решение этой задачи — дело сравнительно трудное. К изготовлению „ветряка“ будет приступлено после испытания аккумулятора. Работы над ним займут около 10 месяцев…».[7].
- 1929 год, июнь — август. «…Делали подъемные приспособления, подъём и предварительную сборку „ветряка“ на временной деревянной башне… В октябре закончили подъём, сборку и предварительную регулировку „ветряка“ на 40-метровой железной башне и пустили его в ход… С ноября начали работы по вертикальному валу передачи к динамо-аккумулятору….»[8].
- 1931 год, 4 февраля. Ветроэлектростанция впервые дала электрический ток[2].
- 1931 год, 29 марта — 2 апреля.[7][2]. Межведомственная комиссия, составленная из работников ЦАГИ и представителей губисполкома начали приемку ветроэлектростанции[2]. Была зафиксирована мощность ветросиловой установки — 2 л.с. при силе ветра 4 м/с, отмеченная в протоколе испытаний[3]. Свет отличался отсутствием пульсации, несмотря на то, что ветер был порывистый… Таким образом, инерционный аккумулятор защищает рабочие машины от перегрузок порывами ветра. В соответствии с рекомендациями комиссии, отделу ветряных двигателей ЦАГИ надлежало «обеспечить Уфимцева авторитетной консультацией путём привлечения крупных специалистов». Кроме того, было рекомендовано самого Уфимцева и его технический персонал премировать в общей сумме 6000 рублей, приравнять рабочих к группе «А» (рабочие промышленных предприятий); повысить зарплату самому Уфимцеву до 500 рублей в месяц, выдать разовый аванс в размере 5 тысяч рублей.[7].

## Эксплуатация, 1931—1936 г.г
В течение нескольких лет ветроэлектростанция работала безукоризненно, снабжая электроэнергией мастерскую изобретателя и освещая усадьбу. А. Г. Уфимцев пытался использовать её и для отопления помещений, экспериментируя с различными конструкциями электрических обогревателей. Были также разработаны проекты иных типов ветросиловых установок, в том числе и многовинтовой, так и оставшиеся в чертежах.
В октябре 1932-го ветростанция была пущена в постоянную эксплуатацию, так как из-за аварии на городской электростанции начались перебои с электроэнергией.
На башне станции по ночам горят яркие электрические огни многих тысяч свечей
В конце 1933 года комитет по изобретательству ВСНХ организовал представительную по своему составу экспертную группу, целью которой была оценка перспективности широкого внедрения ветростанций, аналогичных той, что была построена в Курске. Достаточно сказать, что в состав группы входил академик Шухов, всемирно известный изобретатель, который дал блестящий отзыв о творчестве и конструкциях А. Г. Уфимцева. Коллеги полностью его поддержали.
В 1934 году профессор Владимир Ветчинкин, крупнейший специалист по вопросам аэродинамики, в одной из своих статей писал:
«Ветростанция А. Г. Уфимцева — первая и единственная в мире, способная давать вполне выровненную электроэнергию от беспорядочных порывов ветра. Она уже три года вполне успешно производит работы, обычно возлагаемые на тепловой двигатель, водяную турбину или на батареи электрических аккумуляторов. Трудно представить себе, какая громадная была проделана работа мысли. Почти все части ветростанции были сделаны в очень небольшой мастерской, с очень ограниченным персоналом рабочих…»
Со смертью изобретателя в 1936 г. остановилась и ветроэлектростанция.
«Ветряк Уфимцева» работал после его смерти и не останавливался даже во время немецкой оккупации. В 1945 или 1946 году электростанцией стал заведовать Алексей Мякишев, он жил с семьёй в доме напротив электростанции. Его дочь Людмила Третьякова (Мякишева) провела в родительском доме 16 лет и в 2014 году рассказала, что до 1957 года работу электростанции поддерживал механик Владимир Касьянович Дурнев, который строил её вместе с Уфимцевым. В 1957 году электростанция была остановлена для ремонта, но из-за утраты важных чертежей изготовить детали на замену изношенным и запустить ветряк заново не удалось. Часть чертежей была утрачена после смерти Уфимцева, часть — во время Великой Отечественной войны и немецкой оккупации Курска. С 1957 года электростанция больше не работала, запустить её снова так и не удалось.

## Дальнейшая история и современное состояние
10 июля 1938 г. в доме, где жил и работал Уфимцев, открылся музей его имени, который прекратил существование в 1941 г. в связи с немецкой оккупацией Курска.
В период оккупации, во время Великой Отечественной войны 1941—1945 гг., к ветроэлектростанции проявили интерес немцы. В усадьбе А. Г. Уфимцева размещалась мастерская по ремонту артиллерийской и танковой оптики и предпринимались попытки её запустить. Отступая из Курска, немцы, основательно разрушившие город, не стали уничтожать ветроэлектростанцию.
В 1953 г. в усадьбе А. Г. Уфимцева разместилась Областная станция юных техников. Её директор Е. И. Лифшиц как мог пытался сохранить ветроэлектростанцию, а также предпринимал попытки восстановления.
В 1956 году приказом № 195 Минсельхоза СССР от 17 мая, и распоряжением № 92 Исполкома Курского горсовета от 5 июня дом на ул. Семёновская д. 13, ветроэлектростанция со всеми зданиями была передана от ВНИИ Механизации и электрификации сельского хозяйства на баланс ГОРОНО Курска для организации на базе ВЭС станции юных техников, и в 1962 году там разместилась Курская Областная станция юных техников им. А. Г. Уфимцева. Она находится там до сих пор, сменив название на «Областной центр развития творчества детей и юношества».
По состоянию на 2009 год ветроэлектростанция находилась в полуразрушенном состоянии. Деревянный настил площадки сгнил, механизмы заржавели, некоторые отсутствуют.
Летом 2008 года в ветреный день c ветряка упала лопасть. Чуть позже упала вторая. Одна из лопастей затем была украдена и сдана в пункт приема металлолома. Уголовное дело против расхитителя милиция возбуждать отказалась, поскольку, на взгляд стражей порядка, материальный ущерб не слишком велик. Третье крыло ветростанции, во избежание очередной аварии, демонтировали работники МЧС.
С 2011 года электростанция и дом А. Г. Уфимцева являются объектом культурного наследия федерального значения «Дом Уфимцева Анатолия Георгиевича. Ветроэлектростанция, построенная им в 1931 г.».
В 2012—2013 годах разрабатывался проект реконструкции и в 2014 году начались реставрационные работы. В их ходе была укреплена и покрашена мачта, заменены сгнившие деревянные части настила и лестницы. Попытка восстановить механизм и запустить ветрогенератор не проводилась. Реставрация была завершена в 2016 году.
Время от времени руководство центра детского технического творчества с помощью энтузиастов предпринимает попытки восстановить работоспособность механизма.
В настоящее время Дом Уфимцева и ветроэлектростанция, а также расположенный напротив дом астронома Ф. А. Семёнова (деда А. Г. Уфимцева) находится в пользовании Областного центра детского технического творчества.

## Фотогалерея

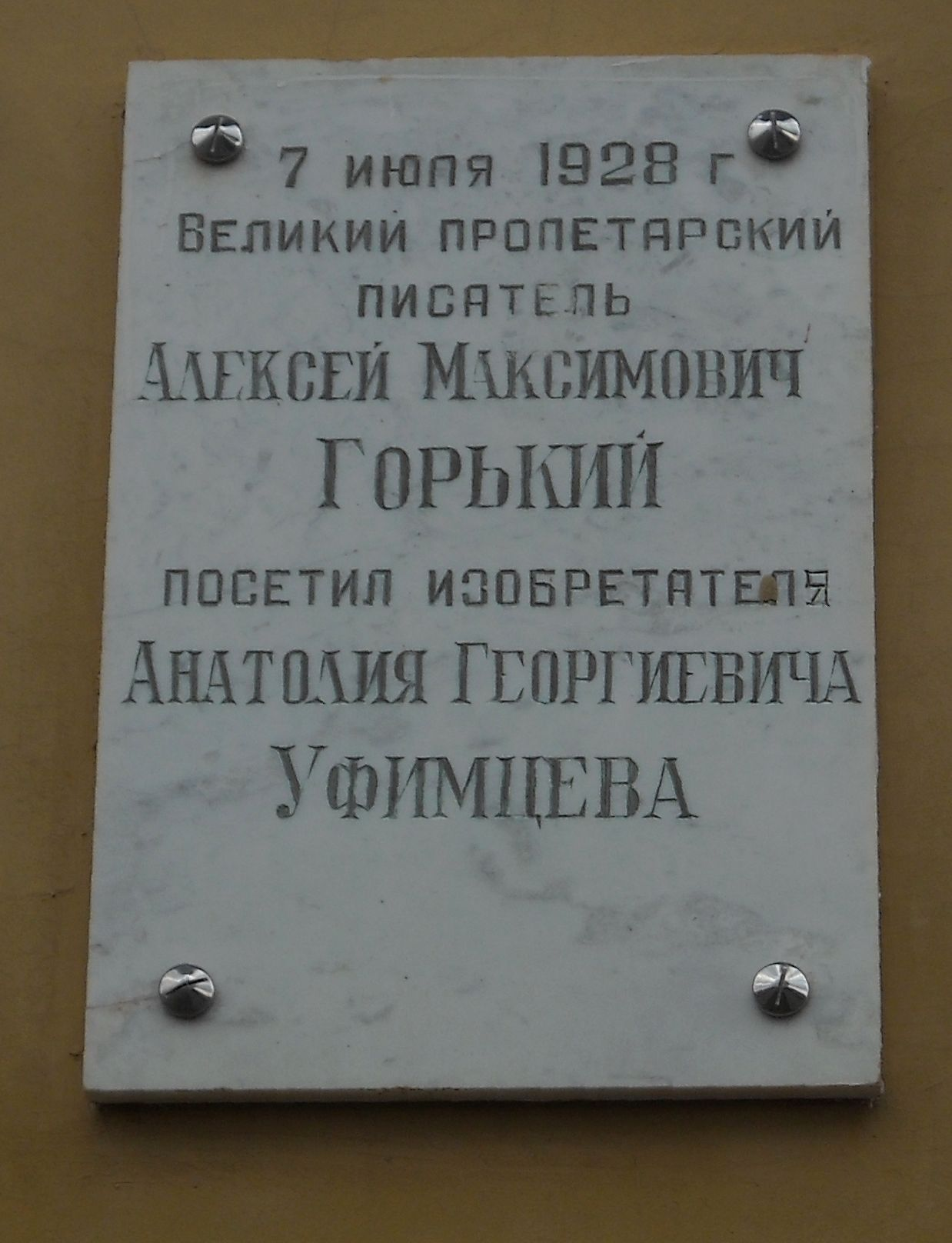
Мемориальная доска Горькому  на стене Ветроэлектростанции Уфимцева. "7 июля 1928 года великий пролетарский писатель Алексей Максимович Горький посетил изобретателя Анатолия Георгиевича Уфимцева"
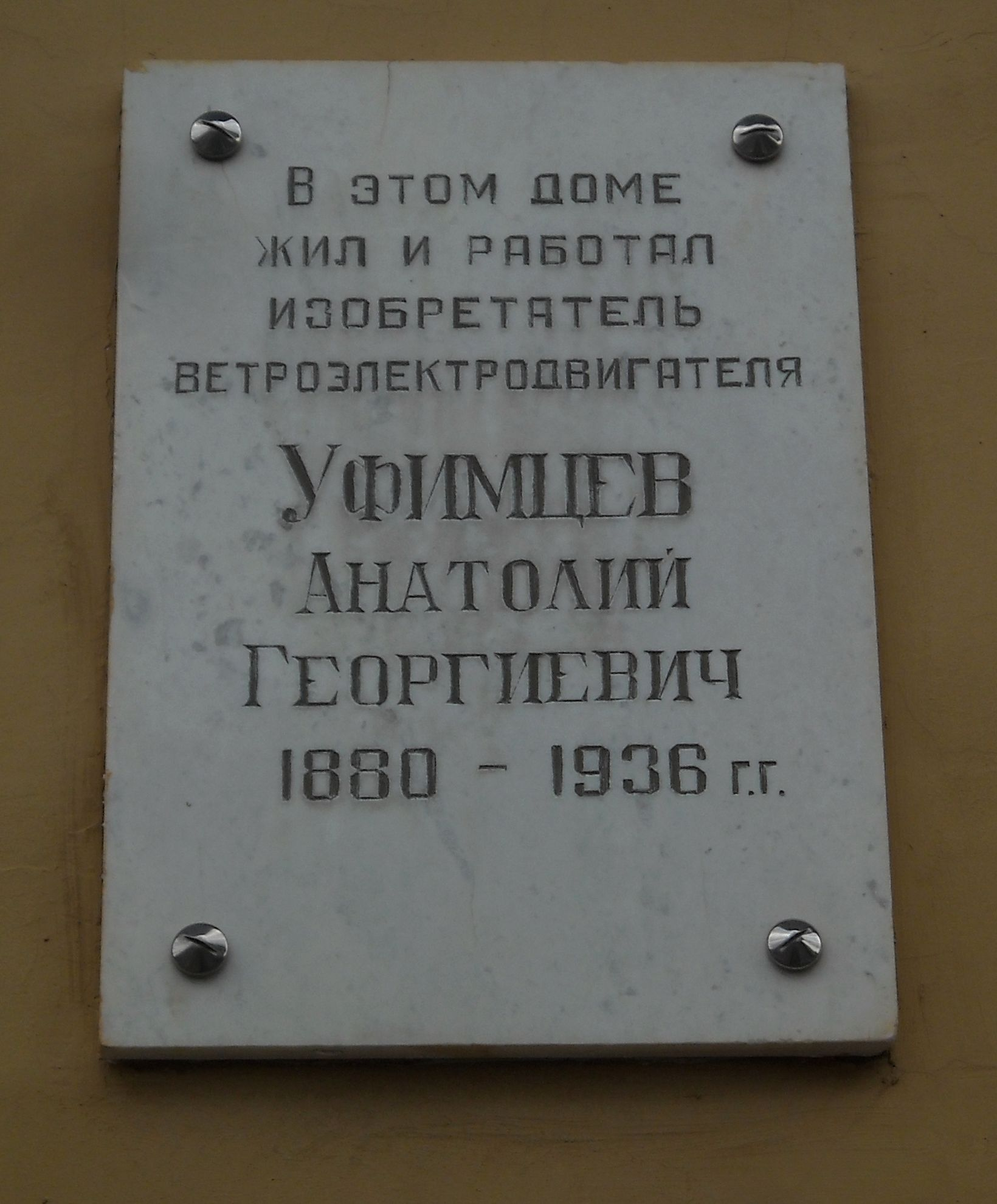
Мемориальная доска Уфимцеву А.Г.  на стене Ветроэлектростанции Уфимцева. "В этом доме жил и работал изобретатель ветроэлектродвигателя Уфимцев Анатолий Георгиевич 1880-1936"
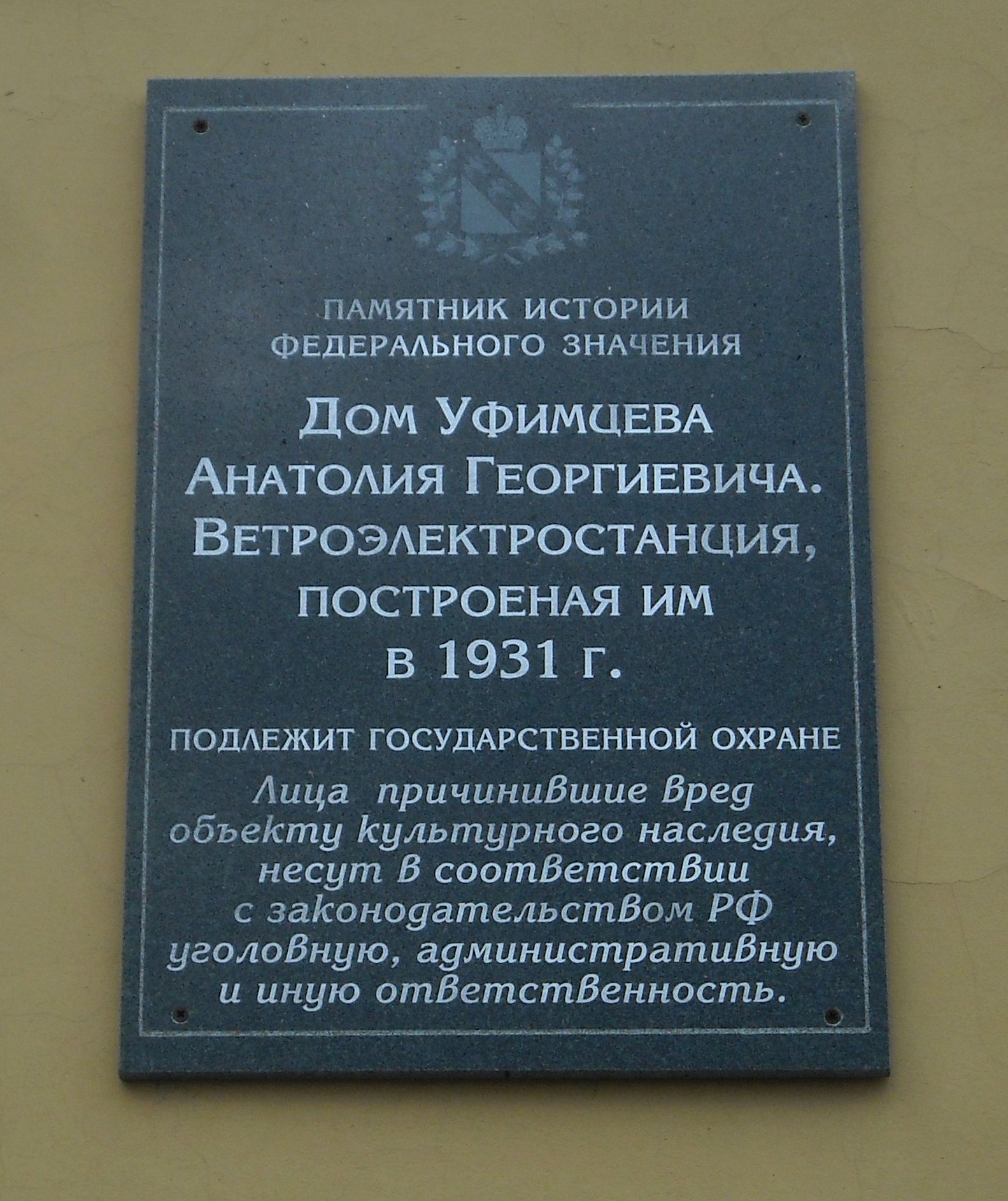
Мемориальная доска  на стене Ветроэлектростанции Уфимцева. "Памятник истории федерального значения. Дом Уфимцева Анатолия Георгиевича. Ветроэлектростанция, построенная им в 1931 г. Подлежит государственной охране".
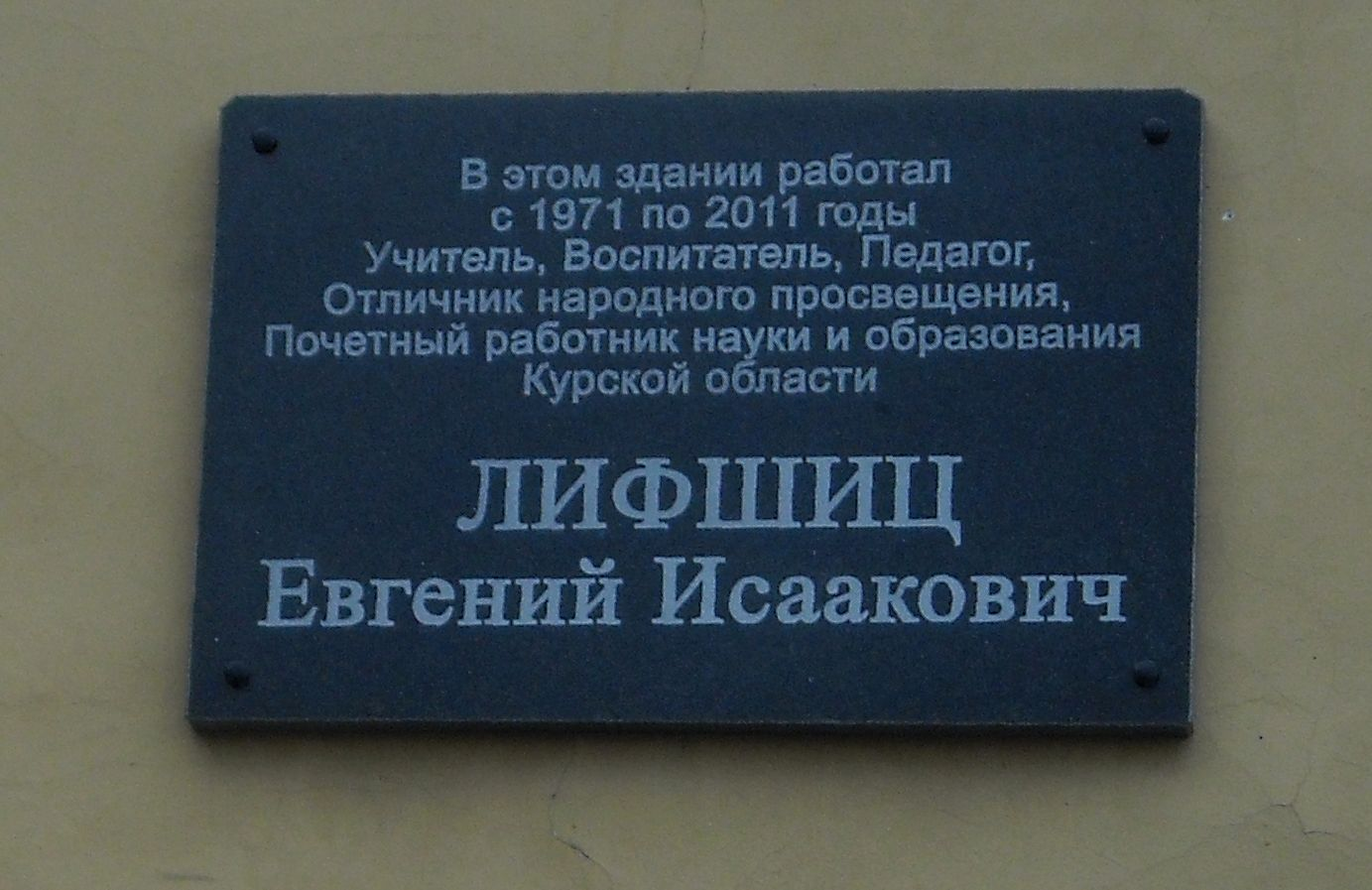
Мемориальная доска Лившицу Е.И. на стене Ветроэлектростанции Уфимцева. "В этом здании работал с 1971 по 2011 годы учитель, воспитатель, педагог, Отличник народного просвещения, Почетный работник науки и образования Курской области Лифшиц Евгений Исаакович".
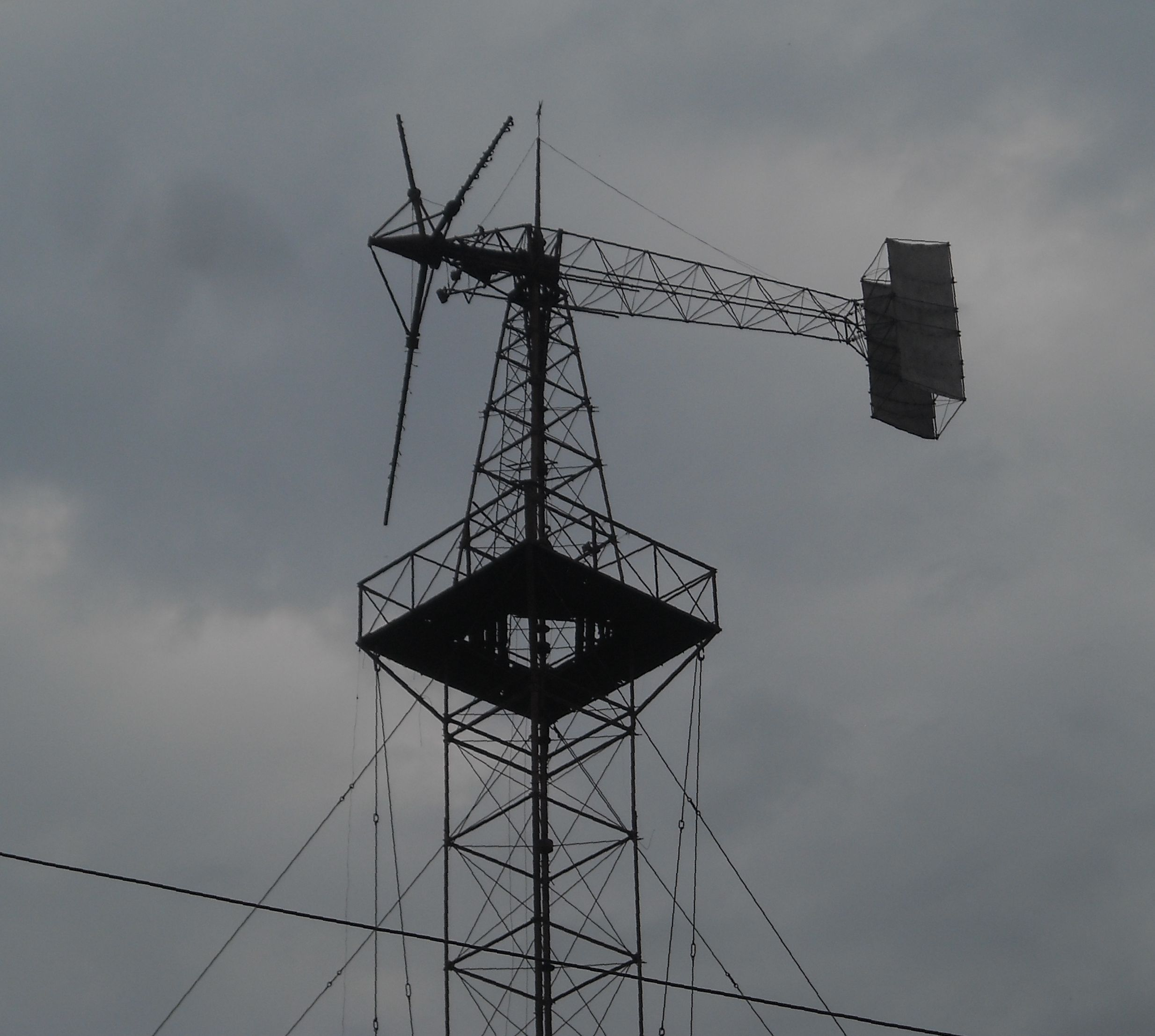
Ветроэлектростанция Уфимцева, г. Курск. Состояние на май 2014. На фото ветряная турбина без лопастей, видны одни лонжероны.
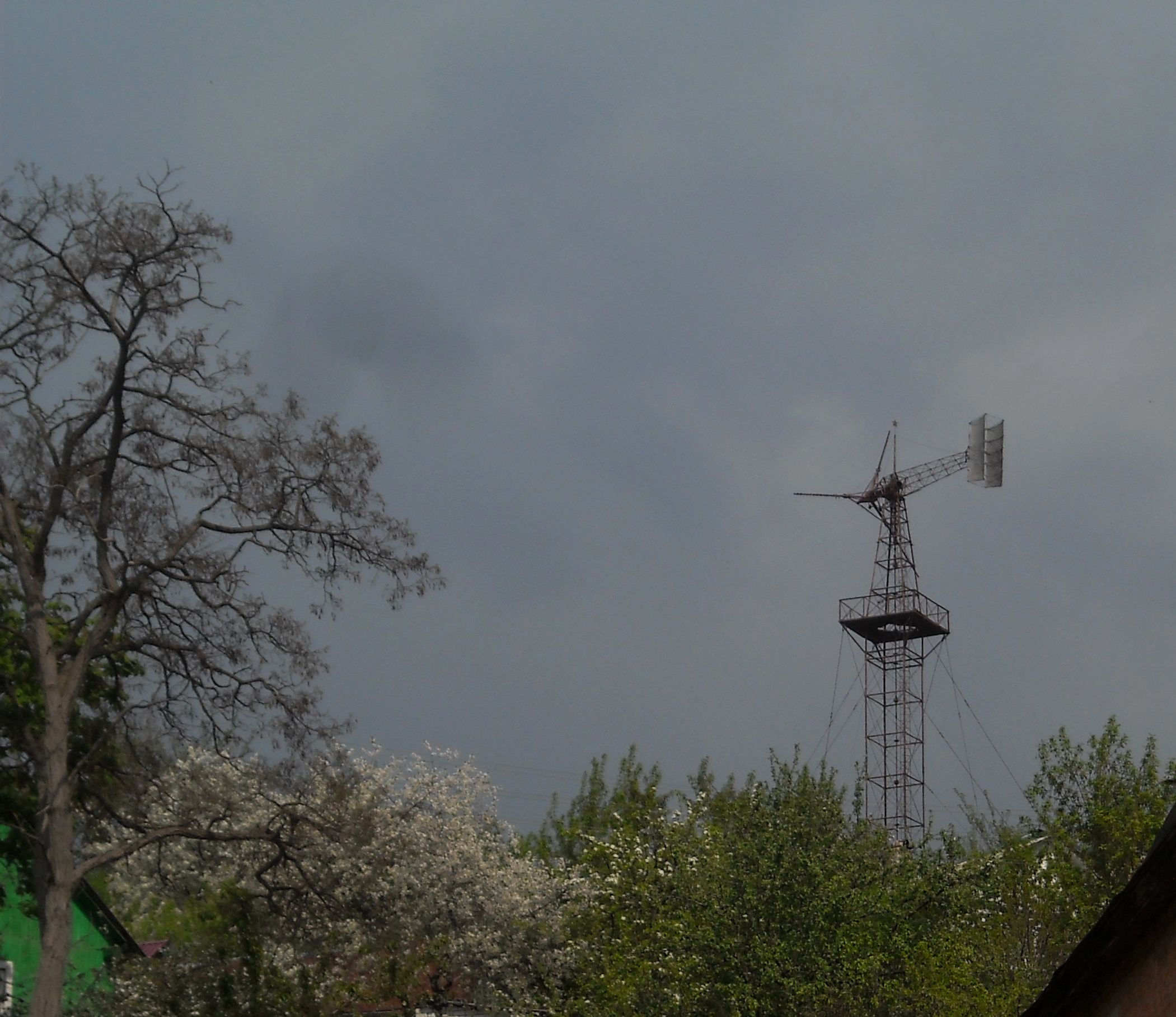
Ветроэлектростанция Уфимцева, г. Курск. Состояние на май 2014.

## Комментарии
1. ↑  Станция юных техников в 1990 году сменила название на «Центр технического творчества учащейся молодёжи», с 27 ноября 2005 года называлась «Областное государственное образовательное учреждение дополнительного образования детей „Областной центр детского технического творчества“», с 5 октября 2012 — «Областное бюджетное образовательное учреждение дополнительного образования детей „Областной центр развития творчества детей и юношества“», с 08 декабря 2015 — «Областное бюджетное учреждение дополнительного образования детей „Областной центр развития творчества детей и юношества“» — Арбитражное дело А35-10871/2017.